# كمبتن
كمبتن ايم آلتغاو (بالألمانية: Kempten) هي منطقة حضرية، ومركز إقليمي كبير ومدينة تقع في ألمانيا في منطقة شوابيا الإدارية. يقدر عدد سكانها بحوالي 64,625 نسمة.

## المدن التوأمة
مدن سلايغو، باد دوركهايم، Quiberon، شوبرون و ترينتو هي مدن توأمة لمدينة لـكمبتن ايم آلتغاو.

## أعلام
- كلود دورنير
- سورن كام
- إرنست ماير
- ميكل شوارزمان
- سيلفيا شميت
- كريستيان لودفيغ ماير
- فرانز هارتمان
- فرانز جورج هرمان
- جيرهارد فينكلر